# Hôtel du Chevalier Hancy
 (décembre 2019).
L'Hôtel du Chevalier Hancy est un hôtel particulier situé au n° 23 du Cours Mirabeau, à Aix-en-Provence, Provence-Alpes-Côte d'Azur, France.

## Construction et historique
Le bâtiment fut édifié en 1650, l'année de percement du Cours Mirabeau. 
Il fut la propriété d'une famille Pontevès (à ne pas confondre toutefois avec les célèbres Pontevès d’Aix). Son propriétaire initial, le procureur Pontevès, fut condamné à mort par le Parlement à la suite de la journée de la Saint-Valentin 1659. 
L’hôtel passa alors à une famille Michaëlis, seigneurs du Seuil de père en fils, qui le cédèrent à la Révolution à la famille Hancy, une famille probablement originaire de Nice, qui en fit un copropriété.

## Architecture

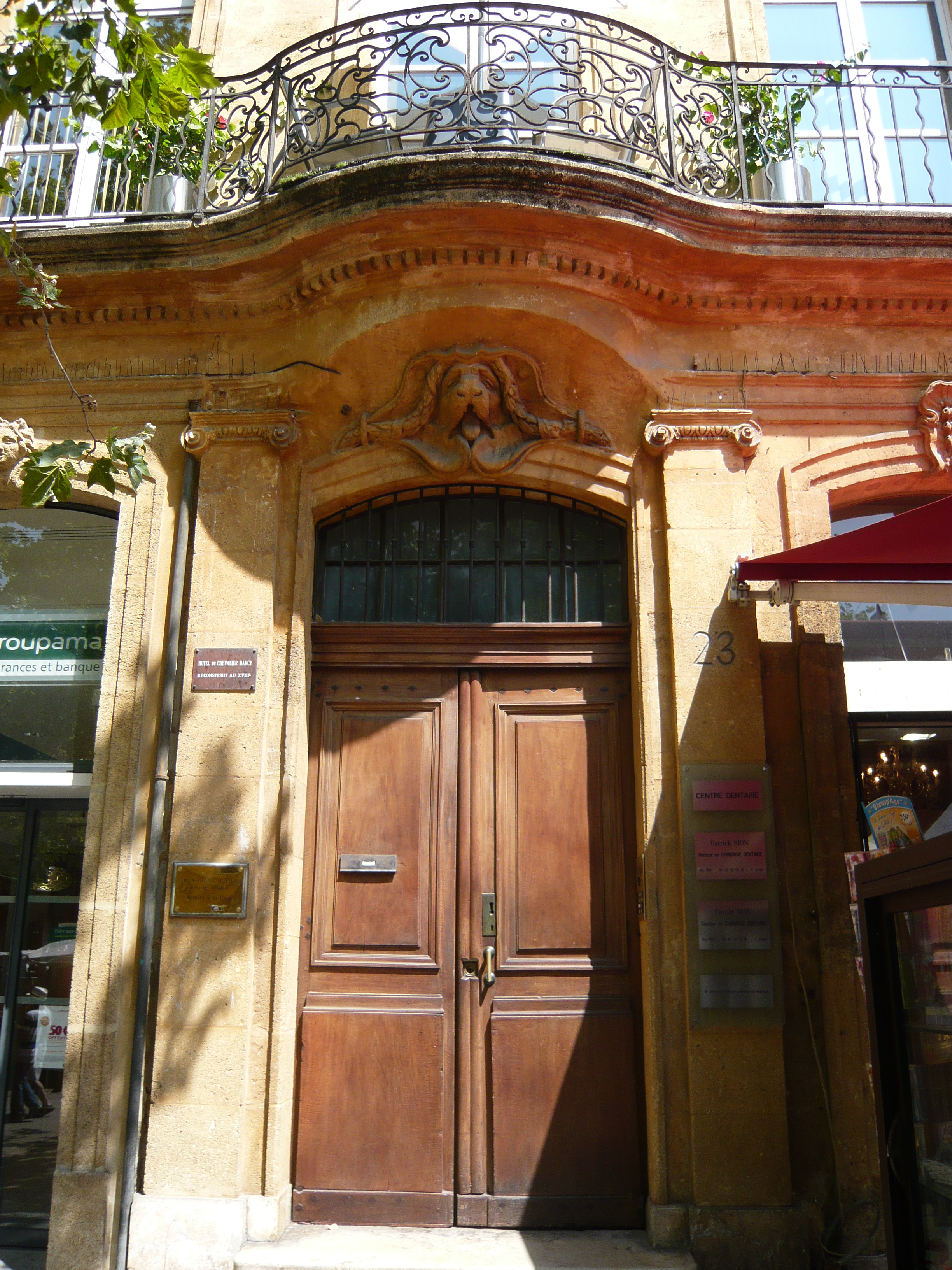
Entrée de l'hôtel particulier, 23 Cours Mirabeau

La façade est sobre, dans le style classiciste du Grand Siècle.
La porte est surmontée d'un mascaron original pour la ville: représentant un mufle de lion ouvrant la gueule et tirant la langue.
On peut noter la taille du balcon de l'étage noble, parcourant tout l'étage, ainsi que son renflement central. Avec ses fenêtres à la française, l'étage permettait une connexion entre les pièces, depuis l'intérieur comme depuis l'extérieur.
Le second étage est encore plus sobre, avec des ferronneries rappelant celles du premier étage.
Comme chez d'autres hôtels particuliers aixois, le troisième étage est certainement un ajout du XIXe siècle, puisqu'il est situé au delà de la corniche originelle du bâtiment.